# Associação Desportiva Brasil Futuro
Maillots
L'Associação Desportiva Brasil Futuro, plus connu sous le nom commercial de Sorocaba Futsal et pour des raisons de parrainage Magnus Futsal, est un club brésilien de futsal basé à Sorocaba, São Paulo. Sa fondation remonte à 2014, sous le nom de Futsal Brasil Kirin, en référence au sponsor Brasil Kirin, qui lance le club après avoir acquis la franchise créée par le joueur Falcão en juillet 2013.

## Histoire
Le club naît le 15 juillet 2013 lorsque le joueur mondialement reconnu Falcão fonde l'équipe. Elle est déclarée au Registre national des personnes morales (CNPJ) le 26 août 2013,. En novembre de la même année, la multinationale Brasil Kirin investit dans l'initiative avec un contrat de trois ans.
Le club fait ainsi ses débuts le 14 juillet 2014 en Liga Nacional de Futsal et la remporte.
Au cours de la première année du club, l'équipe de Sorocaba remporte les titres de Liga Paulista et de Liga Nacional de Futsal, battant Intelli dans les deux finales.
L'année suivante, il gagne son premier titre continental en remportant la Copa Libertadores contre l'équipe colombienne du Real Bucaramanga. Au cours de la même période, le club met fin à son contrat avec Brasil Kirin et change son nom en Magnus Futsal, sponsorisé par la société de produits pour animaux de compagnie Adimax Pet. Les tenues de l'équipe abandonnent alors le blanc et le rouge pour adopter le jaune et le noir.
Il remporte de nouveau la Liga Nacional de Futsal en 2020, battant les Corinthians en finale.

## Palmarès

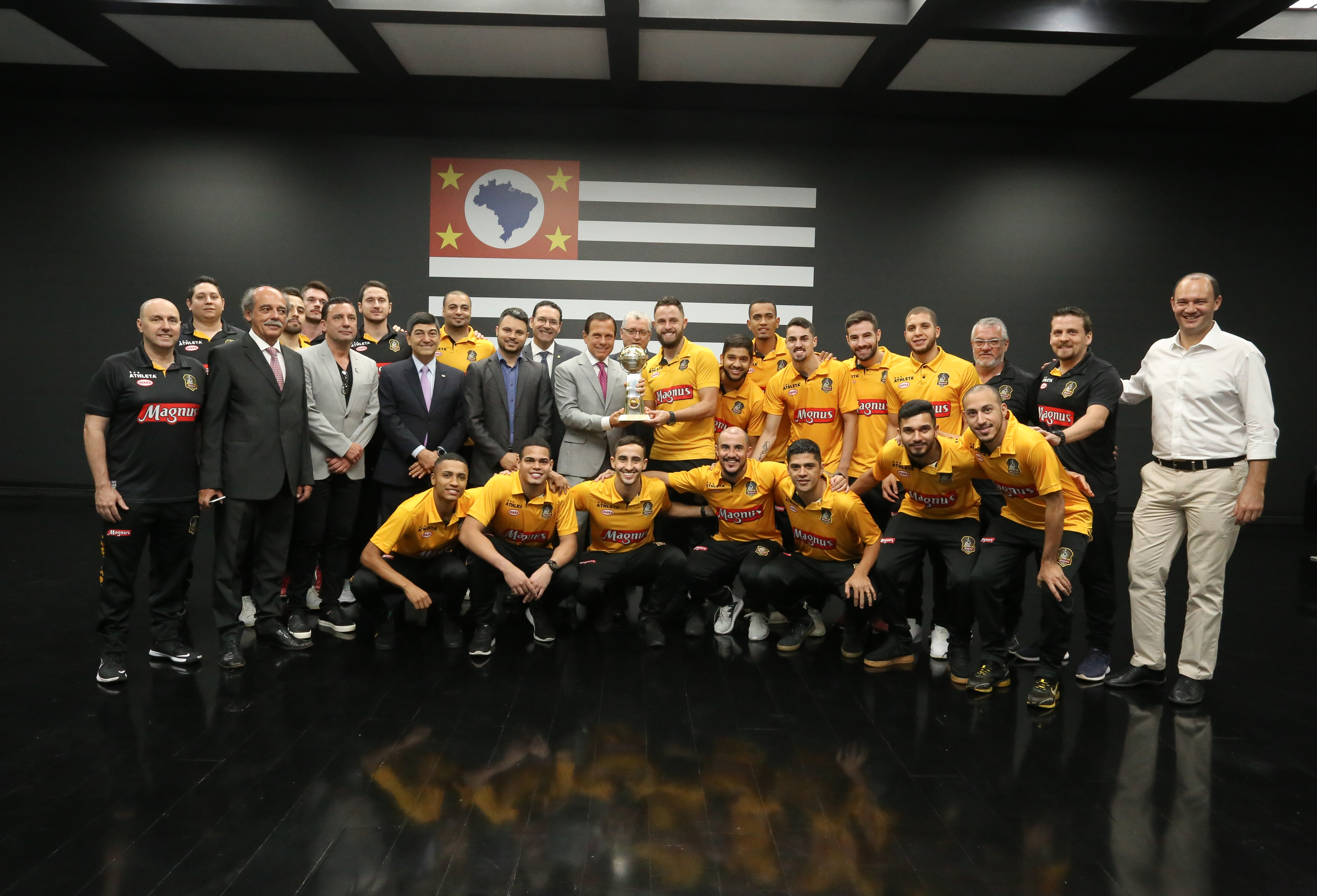
L'équipe et sa troisième Coupe intercontinentale aux côtés du gouverneur de l'État de São Paulo en 2019.

Dans son histoire, Magnus remporte trois Coupes intercontinentales, deux titres de Liga Nacional de Futsal, une Coupe du Brésil, une Copa Libertadores, ainsi que deux Supercoupes du Brésil et autant de Liga Paulista de Futsal et Campeonato Paulista de Futsal.
- Coupe intercontinentale (3)
  - Vainqueur : 2016, 2018 et 2019
  - Finaliste : 2024

- Copa Libertadores (2)
  - Vainqueur : 2015 et 2024

- Championnat du Brésil - LNF (2)
  - Champion : 2014 et 2020
  - Finaliste : 2016, 2019 et 2021
  - 3e : 2018
  - 4e : 2015

- Coupe du Brésil (1)
  - Vainqueur : 2021

- Supercoupe du Brésil (2)
  - Vainqueur : 2018 et 2021

## Personnalités

### Entraîneurs
1. 2014-2015 : ?
2. 2016-2017 :  Fernando Ferretti

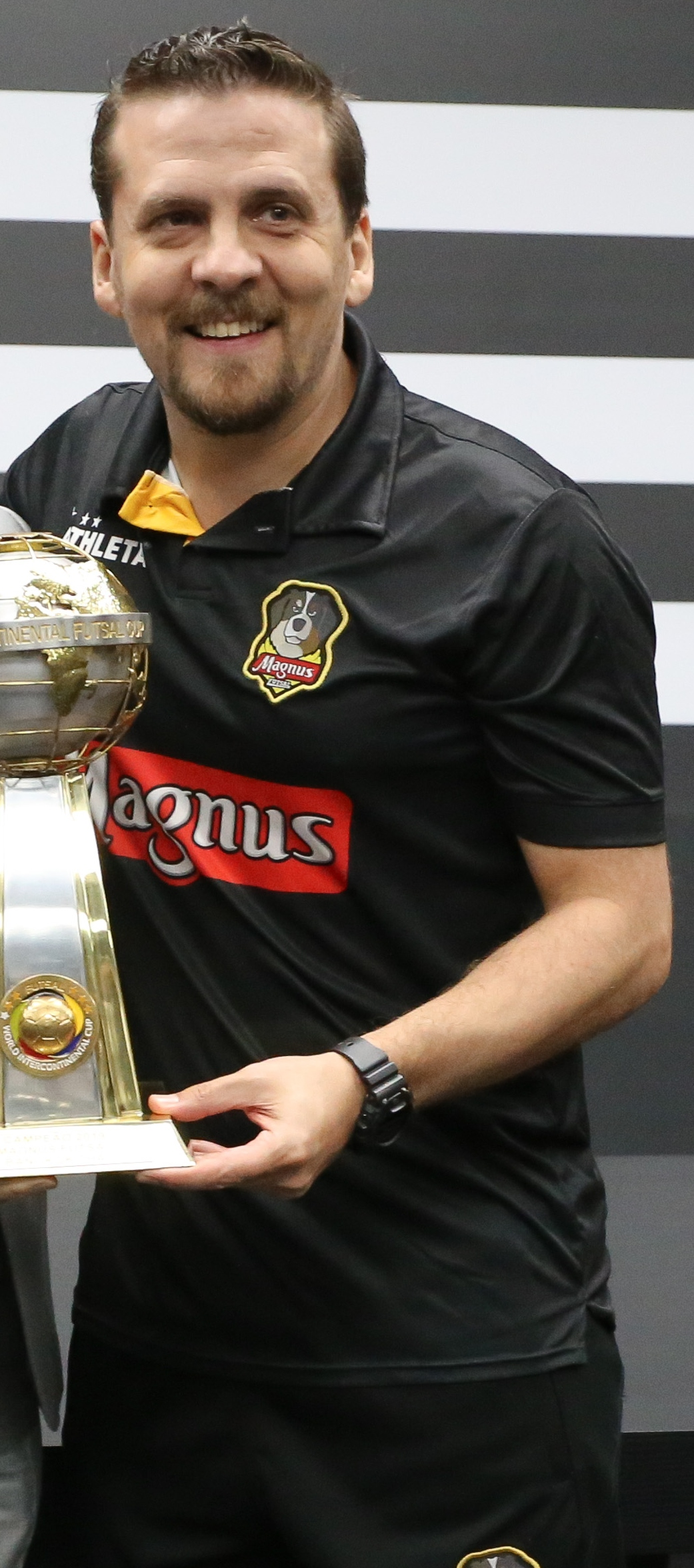
Ricardo Di Izeppe, dit Ricardinho, en 2019.

3. depuis 2018 :  Ricardo Di Izeppe (Ricardinho)

### Joueurs notables
En 2019 et 2020, le joueur de Sorocaba Leozinho est élu meilleur jeune joueur du monde lors des Prix FutsalPlanet.